# Déterminant (grammaire)
Pour les articles homonymes, voir Déterminant.
En grammaire, conformément à une définition générale, un déterminant est un terme subordonné à un autre terme, appelé « déterminé » ou « régissant », dans le cadre d’un rapport syntaxique. Le déterminant précise, éclaire ou restreint le sens du déterminé, autrement dit il l’actualise, contribuant à sa réalisation dans la phrase,,.
Quant aux classes de mots qu’il comprend, le terme a un sens restreint, un sens plus large et un sens encore plus large.
Dans le premier sens, les déterminants sont des mots comme les articles, les adjectifs pronominaux et les numéraux cardinaux qui participent avec un nom à la formation d’un groupe nominal,,. Ils peuvent substantiver toute entité linguistique pour créer un groupe nominal. Des exemples pour illustrer cette caractéristique sont :
On a compté les peut-être de Renan ;
Vos g ressemblent à des têtards ;
Trois que dans une petite phrase, c’est trop ;
Un tiens vaut mieux que deux tu l’auras.
Dans le deuxième sens, dans la classe des déterminants on fait entrer tout terme subordonné au nom (épithète, complément du nom) et, dans le troisième, il s’agit de tout terme subordonné dans la phrase simple et dans la proposition membre d’une phrase complexe.
Pour les auteurs qui définissent le déterminant au sens le plus large, celui exprimé par un nom, un adjectif qualificatif, un pronom, un verbe, un adverbe ou une interjection, est un déterminant concret, vu qu’il se caractérise par un contenu lexical précis. Un autre type de déterminant est appelé abstrait, qui n’a pas de contenu lexical, mais seulement un sens grammatical. Ce sont les déterminants considérés dans le sens le plus restreint.
Cet article traite seulement des déterminants abstraits, appelés simplement « déterminants » par les auteurs qui n’emploient pas ce terme pour ceux qualifiés de concrets.
On classe d’habitude les déterminants en deux catégories : définis et indéfinis,.
Il y a des déterminants dans chaque langue mais, selon les langues, ils diffèrent quant à leur nombre, à leurs caractéristiques et aux cas où on les utilise. Certaines langues diffèrent aussi quant à la possibilité ou l’impossibilité d’utiliser tel ou tel type de déterminant avec la même forme en tant que pronom.

## Espèces de déterminants

### L’article
L’article a plusieurs définitions. Selon l’une d’elles, c’est une partie du discours à fonction grammaticale, qui accompagne le nom dans certaines langues, indiquant dans quelle mesure ce que celui-ci dénomme est connu des participants à une situation de communication donnée.
D’après une autre définition, l’article est « le déterminant minimal, le mot qui permet au nom de s’actualiser, de se réaliser dans une phrase, si le sens ne rend pas nécessaire le choix d’un autre déterminant ».
Conformément à une autre définition encore, l’article est un mot qui, du point de vue logique, individualise ou généralise le nom qu’il accompagne.
Il y a des différences entre certaines langues quant aux espèces d’articles qu’ils possèdent, ou entre grammaires de diverses langues concernant les espèces d’articles qu’elles délimitent.

#### L’article défini
L’article défini indique le fait que le nom auquel il est associé est connu des participants à la situation de communication, qu’il est individualisé à un haut degré, qu’il est exactement défini, qu’il dénomme une certaine chose ou un certain être,,. La connaissance du nom peut découler du contexte oral ou écrit, ou bien des connaissances que les participants ont du monde en général.
Toutes les langues ne possèdent pas d’article défini. Telles sont, par exemple, le latin et la plupart des langues slaves.

#### L’article indéfini
L’article indéfini exprime le fait que le nom auquel il est associé dénomme une chose ou un être vivant inconnu des participants à la communication, au sens qu’il n’en a pas encore été question au cours de celle-ci. Il indique également que ce qui est dénommé n’est pas individualisé par rapport à la classe dont il fait partie, et l’article ne fait qu’orienter l’attention sur la chose ou l’être dénommé, sans le déterminer exactement,,,.

### Le déterminant démonstratif
Le déterminant ou adjectif démonstratif détermine un nom de façon définie, en indiquant en général sa proximité ou son éloignement par rapport au locuteur (parfois au destinataire de l’énoncé aussi), dans l’espace ou dans le temps. Les entités dénommées par le nom peuvent être concrètes (choses, personnes, autres êtres), que le locuteur montre dans l’espace, mais peuvent aussi être abstraites (des noms de notions, d’actions). Dans certaines langues il y a aussi des déterminants démonstratifs qui se réfèrent à des caractéristiques qualitatives, quantitatives ou autres des entités désignées par les noms déterminés (voir plus bas les sections En BCMS et En hongrois). À part le cas de celles qu’il montre, le locuteur indique à propos des entités en cause qu’elles sont connues parce qu’il en a déjà été question ou que pour diverses autres raisons elles sont présentes dans l’esprit du destinataire,,.
Il y a des différences entre certaines langues quant à la distinction de deux ou de plus de deux degrés de proximité/éloignement.

### Le déterminant possessif
Le déterminant ou adjectif possessif détermine un nom de façon définie en se référant en même temps au possesseur de la chose, de l’être ou de la notion (appelés par un terme commun « objet possédé ») dénommés par ce nom. Dans plusieurs langues, comme le français, le déterminant possessif exprime la personne grammaticale du possesseur (1re, 2e ou 3e), le fait qu’il y a un seul ou plusieurs possesseurs, ainsi que le nombre et le genre de l’objet possédé.

### Le déterminant numéral
Le déterminant numéral ou adjectif numéral cardinal exprime d’une façon précise le nombre des êtres ou des choses désignés par le nom.

### Le déterminant interrogatif
Le déterminant ou adjectif interrogatif est employé en général pour demander une information concernant une caractéristique de ce que désigne le nom qu’il détermine, ou de l’identifier par une caractéristique,.
Certains déterminants interrogatifs sont utilisés comme exclamatifs, pour exprimer un sentiment vif (admiration, étonnement, indignation, etc.) à propos des entités désignées par les noms qu’ils déterminent.

### Le déterminant relatif
« Le déterminant relatif détermine le nom en indiquant que la proposition qui suit est mise en relation avec ce même nom déjà exprimé ou suggéré dans la phrase. »

### Le déterminant indéfini
Les déterminants ou adjectifs indéfinis font partie d’une classe hétérogène de mots qui indiquent une quantité non chiffrée, une identification imprécise ou un refus d’identification.

## Les déterminants dans quelques langues

### En français
En français, les déterminants sont les articles, les adjectifs numéraux et les adjectifs pronominaux. Exemples :
- articles définis : le frère, la sœur, les frères, les sœurs ;
- articles indéfinis : un frère, une sœur, des frères, des sœurs ;
- articles partitifs : du vin, du courage, de la bière, des rillettes ;
- déterminants démonstratifs : ce garçon(-ci)/là, cet homme(-ci)/-là, cette femme(-ci)/-là, ces garçons(-ci)/-là / hommes(-ci)/-là / femmes(-ci)/-là ;
- déterminants possessifs : mon frère, sa femme, votre vin/bière, nos frères/sœurs, leur frère/sœur, etc. ;
- déterminant interrogatif et exclamatif : quel garçon ?, quelle femme ?, quels hommes ?, quelles bières ?, quel garçon ! ;
- déterminant relatif : lequel, laquelle, lesquels, lesquelles ; en phrase : Ils ont jugé à propos de prendre une des colonnes [...] et d’en faire un clocher, lequel clocher a poussé comme un champignon dans l’espace d’une nuit (Alfred de Musset, Lorenzaccio) ;
- déterminants indéfinis : quelques pas, tout homme, toute la ville, chaque fille, nul citoyen, trop de personnes, n’importe quel livre, etc.

Il y a des différences de terminologie entre grammairiens du français concernant les déterminants. En effet, Mauger 1971, par exemple, inclut parmi les déterminants les articles et les adjectifs appelés non qualificatifs, déterminatifs ou pronominaux, ces adjectifs ayant comme correspondants des pronoms de même nature : démonstratifs, possessifs, indéfinis, etc.. Bescherelle 3, 1990 précise que la réunion de ces mots appelés par leurs termes traditionnels est l'un des classements possibles des déterminants. Grevisse et Goosse 2007 mentionne qu'on appelle aussi les déterminants adjectifs déterminatifs, mais selon cette grammaire, les mots parmi ceux-ci qui peuvent être attributs ne sont plus déterminants dans cette fonction. Le statut des mots autre, même et quelconque est controversé. Pour Mauger 1971, quelconque, en tant qu'adjectif indéfini, est un déterminant (un livre quelconque), mais pour Grevisse et Goosse 2007, c'est un adjectif indéfini, sans être un déterminant, ne suffisant pas à déterminer le nom, puisqu'il s'emploie ordinairement avec déterminant. Pour ce qui est de autre, Bescherelle 3, 1990 le traite comme adjectif indéfini, parmi les déterminants selon le classement traditionnel, mais à considérer à part, parce qu'il s'utilise avec un autre déterminant (aucun autre enfant), alors que selon Grevisse et Goosse 2007, autre n'est pas un déterminant, pour la même raison que quelconque.

### En anglais
Dans les grammaires de l’anglais on traite comme déterminants les classes de mots ci-dessous.
Il y a deux types d’articles :
- L’article défini a une seule forme, invariable selon le genre et le nombre : the exhibition « l’exposition », the shelves « les rayons (d’une étagère) ».
- L’article indéfini a deux formes, en fonction du son par lequel commence le mot suivant : consonne (a visitor « un visiteur ») ou voyelle : an accident « un accident ».

Les déterminants démonstratifs ont la même forme que les pronoms qui leur correspondent : this carpet « ce tapis(-ci) », that colour « cette couleur-là », these flowers « ces fleurs(-ci) », those hills « ces collines-là ».
La plupart des déterminants possessifs diffèrent quant à leur forme des pronoms correspondants. Leur forme dépend de la personne du possesseur, du nombre de celui-ci (à une exception près) et, à la troisième personne – de son genre aussi :
my pen « mon stylo » ;
your number « ton/votre numéro » ;
his father « son père (à lui) » ;
her decision « sa décision (à elle) » ;
its colour « sa couleur » (possesseur inanimé) ;
our house « notre maison » ;
their attitude « leur attitude ».
L’une des classes de déterminants exprimant la quantité est celle des numéraux cardinaux, ex. two people « deux personnes ». Une autre est celle des mots qui correspondent aux déterminants indéfinis des grammaires du français. Exemples :
all crime « tout délit » ;
many trains « beaucoup de trains » ;
several people « plusieurs personnes » ;
every building « chaque bâtiment » ;
each ticket « chacun des billets » ;
no warning « aucun avertissement » ;
another car « une autre voiture » ;
other people « d’autres gens » ;
a lot of letters « un tas de lettres » ;
a bit of money « un peu d’argent » ;
some trains « certains trains ».
Ce dernier déterminant correspond aussi à l’article partitif et à l’article indéfini pluriel français :
some money « de l’argent » ;
some cornflakes « des flocons de maïs ».
On peut employer ensemble :
- un déterminant possessif et un déterminant numéral : my three brothers « mes trois frères » ;
- le numéral both et l’article défini : both the clocks « les deux horloges » ;
- un déterminant indéfini quantitatif et un démonstratif : all that whisky « tout ce whisky(-là) » ;
- l’article défini avec un indéfini quantitatif : the many rooms « les nombreuses chambres ».

### En roumain
En roumain il n’y a pas d’article partitif délimité comme tel mais il y a deux articles que les autres langues romanes n’ont pas.
Les articles définis sont du type suffixe. Exemples :
ochiul « l’œil » ;
numele « le nom » ;
casa « la maison » ;
pereții « les murs » ;
casele « les maisons ».
Il y a trois articles indéfinis :
un student « un étudiant » ;
o studentă « une étudiante » ;
niște studenți/studente « des étudiant(e)s ».
Ce dernier article est employé au singulier avec la même forme en tant que correspondant de l’article partitif français : niște cașcaval « du fromage (à pâte dure) ».
Il y a un article appelé « démonstratif » qui est un déterminant défini :
- Dans un groupe nominal avec un article défini et une épithète, il renforce l’idée de détermination définie : omul bogat → omul cel bogat « l’homme riche ».
- Il peut substantiver l’adjectif à la place de l’article défini. On peut donc dire blonda ou cea blondă « la blonde ».
- Dans un syntagme contenant un déterminant numéral, c’est cet article qui est utilisé et non pas l’article défini : cei trei mușchetari « les trois mousquetaires », cele trei scrisori « les trois lettres ».
- C’est cet article qui entre dans la formation du superlatif relatif : cel mai frumos « le plus beau ».

Il y a aussi un article possessif, qui donne au nom un caractère défini mais il a d’autres fonctions aussi :
- Utilisé avec un nom au génitif, il se réfère à l’objet possédé, s’accordant avec celui-ci. Exemples[35] :
  - masculin/neutre singulier : computerul cel nou al fratelui meu « l’ordinateur neuf de mon frère » ;
  - féminin singulier : casa cea nouă a părinților mei « la nouvelle maison de mes parents » ;
  - masculin pluriel : pantofii cei noi ai verișoarei mele « les chaussures neuves de ma cousine » ;
  - féminin/neutre pluriel : cărțile cele noi ale profesorului meu « les nouveaux livres de mon professeur ».
- Avec les adjectifs possessifs, il forme les pronoms possessifs : al meu « le mien », a ta « la tienne », ai săi « les siens », ale noastre « les nôtres » f.
- Il entre dans la composition de l’adjectif numéral ordinal, n’ayant pas de sens possessif dans ce cas : al doilea « le deuxième », a doua « la deuxième ».

Les déterminants démonstratifs peuvent être antéposés ou postposés au nom en fonction du registre de langue, et ils ont des variantes selon le registre. On peut donc dire, par exemple « cet étudiant », de trois façons :
- soutenu : acest student ;
- courant et soutenu : studentul acesta, l’article défini aussi étant obligatoire dans ce cas ;
- familier et populaire : studentu’ ăsta.

Les déterminants possessifs se placent pratiquement toujours après le nom, qui porte obligatoirement l’article défini :
fiul meu « mon fils » ;
fiicele tale « tes filles » ;
scaunele noastre « nos chaises » ;
pantofii săi « ses chaussures » ;
frații/surorile lor « leurs frères/sœurs ».
Il y a plus de déterminants interrogatifs qu’en français :
- Ce, invariable, peut être interrogatif Ce student e Radu? « Quel étudiant est Radu ? ». Son sens est plus précis quand il entre dans une locution : Ce fel de student e Radu? « Quel genre d’étudiant est Radu ? ». Ce peut aussi ête exclamatif : Ce fată! « Quelle fille ! »
- Care sert à demander l’identification du nom déterminé par une caractéristique : Care produse sunt mai bune? « Quels produits sont meilleurs ? »
- Pour demander une information sur la quantité il y a un déterminant accordé correspondant à « combien de » : cât …?, câtă …?, câți …?, câte …?: La câți colegi le-ai dat adresa? « À combien de collègues as-tu donné l’adresse ? »[36]

La classe des déterminants indéfinis est hétérogène, comme en français. Quelques exemples :
orice fenomen « tout/n’importe quel phénomène » ;
oricare roman « n’importe quel roman » (parmi plusieurs) ;
unele profesoare « certaines professeures » ;
alți studenți « d’autres étudiants » ;
niciun scaun « aucune chaise ».
En roumain, la plupart des déterminants se déclinent, c’est-à-dire qu’ils ont des formes différentes de nominatif (sujet) et accusatif (complément d'objet direct et compléments prépositionnels, d’une part, et de génitif et datif de l’autre. Au sujet de la déclinaison des noms, on dit qu’il y a déclinaison à article défini et à article indéfini, parce que, à part le féminin singulier, ils sont les seuls à distinguer le génitif/datif du nominatif/accusatif. Exemples :
ochiul « l’œil » (nominatif/accusatif) – ochiului « de l’œil » (génitif, cas du complément du nom exprimant un possesseur), « à l’œil » (datif, cas du complément d'objet indirect dit « d’attribution ») ;
Radu (nominatif/accusatif) – lui Radu « de/à Radu » (Avec les noms propres masculins de personnes, c’est le seul cas où l’article défini est antéposé.) ;
o casă « une maison » – unei case « d’une / à une maison » ;
omul cel bogat « l’homme riche » – oamenilor celor bogați « des/aux hommes riches » ;
acest student « cet étudiant » – acestui student « de/à cet étudiant » ;
alți studenți « d’autres étudiants » – altor studenți « d’autres / à d’autres étudiants » ;
nicio fată « aucune fille » – niciunei fete « d’aucune / à aucune fille ».
Dans la plupart des cas, les déterminants s’accordent en genre et en nombre avec le nom par des désinences portées par les deux termes, mais l’accord en cas grammatical par ce moyen se fait seulement avec les noms féminins, au génitif/datif, ex. această fată « cette fille » – acestei fete « de/à cette fille ».
À la différence du français, le nom est souvent employé sans déterminant pour exprimer son caractère indéfini, par exemple le plus souvent dans les cas où en français on utilise l’article partitif (Am pâine, brânză și vin « J’ai du pain, du fromage et du vin ») ou l’article indéfini pluriel : Nori negri se adună « Des nuages noirs s’assemblent ».
Après la plupart des prépositions, le nom sans épithète ni complément n’a pas d’article défini, bien qu’en fait il soit défini, ex. Cartea e pe masă « Le livre est sur la table ». Les noms de pays masculins sont également employés sans article avec des prépositions, ex. în Maroc « au Maroc ».

### En BCMS
Dans les grammaires du BCMS (bosnien, croate, monténégrin et serbe) on n’emploie pas le terme « déterminant », mais dans le sens ci-dessus il y a de tels mots.
Comme les grammaires de la plupart des langues slaves, les grammaires du BCMS ne prennent pas en compte d’articles, bien qu’il soit fait mention du fait que le numéral jedan, jedna, jedno « un, une » a un sens indéfini aussi. Dans cette situation, il correspond à l’article indéfini, par exemple dans la phrase Pred kućom se zaustavilo jedno dijete […] « Un enfant s’est arrêté devant la maison […] ».
Les déterminants numéraux correspondant à « un(e) » et à « deux » s’accordent avec le nom en genre et en nombre, le premier aussi ayant des formes de pluriel. Exemples :
jedan čovjek « un homme » ;
jedne čizme « une paire de bottes » ;
dva čovjeka « deux hommes » ;
dvije žene « deux femmes » ;
trideset dvije kuće « trente deux maisons ».
Tous les autres déterminants s’accordent en genre (masculin, féminin et neutre), en nombre et en cas. Ils peuvent être pronoms avec la même forme.
Les déterminants démonstratifs expriment trois degrés de proximité/éloignement :
- Ovaj « ce(t)…-ci, celui-ci », ova « cette…-ci, celle-ci », ovo (neutre singulier), ovi « ces…-ci, ceux-ci », ove « ces…-ci, celles-ci », ova (neutre pluriel) se réfère à ce qui est près du locuteur : Daću ti ovaj članak da ga pročitaš « Je vais te donner cet article, pour que tu le lises ».
- Onaj « ce(t)…-là, celui-là », ona « cette…-là, celle-là », ono (neutre singulier), oni « ces…-là, ceux-là », one « ces…-là, celles-là », ona (neutre pluriel) se réfère à ce qui est éloigné et du locuteur, et du destinataire de l’énoncé, par exemple près d’un tiers : Šta je ono na krovu? « Qu’est-ce que cela sur le toit ? »
- Taj, ta, to, ti, te, ta expriment l’éloignement moyen, par exemple se référant à ce qui se trouve près du destinataire : Lepo ti stoji ta haljina « Elle te va bien, cette robe ».

Il y a aussi des déterminants démonstratifs exprimant également trois degrés de proximité/éloignement, qui se réfèrent à des caractéristiques. Ils n’ont pas de correspondants exacts en français. Exemples (ici, sauf en phrase, au masculin singulier) :
- ovakav, onakav, takav : Želim ovakve rukave « Je voudrais des manches comme celles-ci » (dit, par exemple, un client à un tailleur, en montrant les manches de sa propre veste) ;
- ovoliki, onoliki, toliki : Šta ćeš raditi s tolikim novcem? « Qu’est-ce que tu vas faire de tout cet argent ? » (l’argent se trouvant sur le destinataire).

Les déterminants possessifs ont des formes qui distinguent la personne du/des possesseur(s) (y compris le genre dans le cas de celui, unique, de 3e personne), en distinguant en même temps le genre et le nombre du/des possédé(s). Exemples :
moj sin « mon fils » ;
vaš grad « votre ville » ;
njegova soba « sa chambre (à lui) » ;
njena slika « son tableau (à elle) » ;
njihovi roditelji « leurs parents ».
Il y a aussi un possessif (svoj, -a, -e, -i, -e, -a) qui se réfère seulement à ce que possède le sujet, indifféremment de ses genre, nombre et personne, ex. Ja ću tebi dati svoju kapu, a ti mi daj svoj šešir « Je vais te donner ma casquette et toi, donne-moi ton chapeau ».
Les déterminants interrogatifs sont les suivants :
- koji, -a, -e, -i, -e, -a : Koju knjigu čitaš? « Quel livre (= lequel des livres) lis-tu ? »[43];
- kakav, kakva, kakvo, kakvi, kakve, kakva : Kakvu salatu želite? « Quelle salade (de quelle sorte) voulez-vous ? »[43].

Il y a aussi beaucoup de déterminants indéfinis, y compris des locutions. Exemples :
ikakav izlaz « une issue quelconque » ;
svakakvi ljudi « des gens de toutes sortes » ;
budi kakva voda « n’importe quelle eau » ;
nikakve vesti « aucune nouvelle » (litt. « des nouvelles d’aucune sorte ») ;
ničije dete « l’enfant de personne » ;
svaki čovek « tout homme » ;
neko dete « un enfant (quelconque) » ;
bilo kakva kafa « n’importe quel café ».

### En hongrois
En hongrois, l’article défini a deux formes selon que le mot qui le suit commence par une consonne ou une voyelle, le nom étant au singulier ou au pluriel :
a ház « la maison » ;
az épület « le bâtiment » ;
az alacsony házak « les maisons basses » ;
a magas épületek « les bâtiments hauts ».
À la différence du français, les noms de continents, de pays au singulier et ceux des points cardinaux sont utilisés sans article s’ils n’ont ni épithète ni complément : Afrika « l’Afrique », Franciaország « la France », észak « le nord ».
Il y a un seul article indéfini, egy « un(e) » :
egy ház « une maison » ;
egy osztálytársam « un camarade de classe à moi ».
Cet article est beaucoup moins utilisé que son correspondant français. Il manque, par exemple :
- avec le nom en fonction d’attribut : Ez ház « C’est une maison », Mária magyar lány « Mária est une fille hongroise » ;
- avec le nom présenté comme général : Áruházban vásároltam a képmagnót « J’ai acheté la vidéo dans un grand magasin » ;
- là où en français on utilise un article partitif : Bort kérek « Du vin, s’il vous plaît », Van friss kenyér? « Est-ce qu’il y a du pain frais ? »

Il y a des catégories de déterminants selon les registres de langue. Ceux du registre courant sont accompagnés de l’article défini et ils peuvent être pronoms aussi :
ez a ház « cette maison(-ci) » ;
ezek az épületek « ces bâtiments(-ci) » ;
az a könyv « ce livre-là » ;
azok az orvosok « ces médecins-là ».
Ceux du registre soutenu ne peuvent pas être pronoms et sont utilisés sans article défini, les trois premiers étant synonymes :
e városka « cette petite ville(-ci) » ;
eme gondolat « cette pensée » ;
ezen rendelet szerint « aux termes de ce décret » ;
azon esetben « dans ce cas-là ».
Il y a toute une série de démonstratifs qui se réfèrent à une caractéristique, sans équivalents exacts en français. Ils peuvent tous être pronoms :
ilyen/olyan ház « une maison comme celle-ci/-là ;
ugyanilyen/ugyanolyan épületek « des bâtiments comme celui-ci/-là ;
efféle/afféle könyvek « des livres de ce genre-ci/là » ;
ekkora/akkora városok « des villes grandes/petites comme celle(s)-ci/-là ;
ugyanekkora/ugyanakkora épületek « des bâtiments aussi grands/petits que celui-ci/là » ;
ennyi/annyi orvos « autant de médecins qu’ici/là-bas » ;
ugyanennyi/ugyanannyi pénz « autant d’argent que cette somme-ci/là ».
En hongrois il n’y a pas de déterminants possessifs, leur fonction étant remplie par des suffixes.
Les déterminants interrogatifs peuvent eux aussi être pronoms :
Melyik mosóport ajánlja? « Quel détergeant (= lequel des détergeants) me recommandez-vous ? » ;
Hányadik megállónál kell leszállni? « À quel arrêt faut-il descendre ? » (litt. « Au quantième… ? ») ;
Ön milyen nyelven beszél? « Quelle langue parlez-vous ? » ;
Mekkora stadion épül? « De quelles dimensions sera le stade qu’on construit ? » ;
Hány elem kell a fényképezőgépbe? « Combien de piles il faut mettre dans l’appareil photo ? » (entités dénombrables) ;
Mennyi tejet akarsz a kávéba? « Combien de lait veux-tu dans le café ? » (matières non dénombrables).
Il y a de nombreux déterminants indéfinis, tous pouvant être employés en tant que pronoms aussi :
Bármelyik szálloda megfelel « N’importe quel hôtel me va » ;
Némely(ik) törvény teljesen érthetetlen « Certaines lois sont totalement incompréhensibles » ;
Semelyik szoknya nem áll jól neki « Aucune jupe ne lui va bien » ;
Csukd be valamelyik ablakot! « Ferme l’une des fenêtres » ;
Valamilyen tanfolyamot végzett « Il a suivi un quelconque stage » ;
Nem olvasok akármilyen újságot « Je ne lis pas n’importe quel journal » ;
Mindenféle emberrel összejött « Il a fréquenté toutes sortes de gens » ;
Némi habozás után igent mondott « Il/Elle a dit oui après quelque hésitation » ;
Semmilyen jó példa nem jutott eszünkbe « Aucun bon exemple ne nous est venu à l’esprit » (litt. « … d’aucune sorte… ») ;
Valamennyi könyv a táskámban van « Tous les livres sont dans mon cartable » ;
Néhány évvel később elváltak « Ils ont divorcé quelques années plus tard » ;
Semennyi pénz nincs nállam « Je n’ai aucune somme d’argent sur moi ».
En hongrois il y a une différence importante entre le groupe nominal déterminé de façon indéfinie et celui déterminé de façon définie, étant donné qu’en fonction de complément d’objet direct ils font que le prédicat soit à ce qu’on appelle « conjugaison indéfinie » dans le premier cas et à la conjugaison dite « définie » dans le second. Ces conjugaisons se distinguent par des désinences différentes, ex. Olvasok egy könyvet « Je lis un livre » vs Olvasom a könyvet « Je lis le livre ».
En hongrois, comme l’épithète, les déterminants ne s’accordent pas avec le nom, à une exception près. Le non-accord a deux aspects. Premièrement, le déterminant est invariable, ex. a ház « la maison » – a házak « les maisons ». Deuxièmement, avec un déterminant de sens pluriel, le nom reste au singulier : három lány « trois filles » (litt. *« trois fille »), valamennyi könyv « tous les livres » (litt. *« tous livre »).
Seuls les démonstratifs du registre courant s’accordent en nombre et en cas. La question de l’accord en genre ne se pose pas, le hongrois l’ignorant :
Ezekbe az iskolákba jártam « Ce sont ces écoles que j’ai fréquentées » :
Azokról a könyvekről beszélünk « Nous parlons de ces livres-là »

## Sources bibliographiques
- (ro) Avram, Mioara, Gramatica pentru toți [« Grammaire pour tous »], Bucarest, Humanitas, 1997  (ISBN 973-28-0769-5)
- (hr) Barić, Eugenija et al., Hrvatska gramatika [« Grammaire croate »], 2de édition revue, Zagreb, Školska knjiga, 1997  (ISBN 953-0-40010-1)
- (hu) Bokor, József, « Szófajtan » [« Les parties du discours »], A. Jászó, Anna (dir.), A magyar nyelv könyve [« Le livre de la langue hongroise »], 8e édition, Budapest, Trezor, 2007  (ISBN 978-963-8144-19-5), p. 197-253 (consulté le 19 décembre 2019)
- (en) Bussmann, Hadumod (dir.), Dictionary of Language and Linguistics [« Dictionnaire de la langue et de la linguistique »], Londres – New York, Routledge, 1998  (ISBN 0-203-98005-0) (consulté le 19 décembre 2019)
- (cnr) Čirgić, Adnan ; Pranjković, Ivo ; Silić, Josip, Gramatika crnogorskoga jezika [« Grammaire du monténégrin »], Podgorica, Ministère de l’Enseignement et des Sciences du Monténégro, 2010  (ISBN 978-9940-9052-6-2) (consulté le 19 décembre 2019)
- (en) Cojocaru, Dana, Romanian Grammar [« Grammaire roumaine »], SEELRC, 2003 (consulté le 19 décembre 2019)(consulté le 19 décembre 2019)
- (ro) Constantinescu-Dobridor, Gheorghe, Dicționar de termeni lingvistici [« Dictionnaire de termes linguistiques »], Bucarest, Teora, 1998 ; en ligne : Dexonline (DTL) (consulté le 19 décembre 2019)
- (en) Crystal, David, A Dictionary of Linguistics and Phonetics [« Dictionnaire de linguistique et de phonétique »], 4e édition, Blackwell Publishing, 2008  (ISBN 978-1-4051-5296-9) (consulté le 19 décembre 2019)
- Dubois, Jean et al., Dictionnaire de linguistique, Paris, Larousse-Bordas/VUEF, 2002 (consulté le 29 mars 2023)
- (en) Eastwood, John, Oxford Guide to English Grammar [« Guide Oxford de la grammaire anglaise »], Oxford, Oxford University Press, 1994  (ISBN 0-19-431351-4) (consulté le 29 mars 2023)
- La grammaire pour tous, Paris, Hatier, collection Bescherelle, 1990  (ISBN 2-218-02471-3) (Bescherelle 3)
- Maurice Grevisse et André Goosse, Le Bon Usage : grammaire française, Bruxelles, De Boeck Université, 2007, 14e éd., 1584 p. (ISBN 978-2-8011-1404-9, lire en ligne [PDF])
- Kalmbach, Jean-Michel, La grammaire du français langue étrangère pour étudiants finnophones, version 1.5., Universitaté de Jyväskylä (Finlande), 2017  (ISBN 978-951-39-4260-1) (consulté le 19 décembre 2019)
- (sr) Klajn, Ivan, Gramatika srpskog jezika [« Grammaire de la langue serbe »], Belgrade, Zavod za udžbenike i nastavna sredstva, 2005  (ISBN 86-17-13188-8) (consulté le 19 décembre 2019)
- Leeman, Danielle, Les déterminants du nom en français : syntaxe et sémantique, Paris, Presses Universitaires de France, 2004
- Mauger, Gaston, Grammaire pratique du français d’aujourd’hui, 4e édition, Paris, Hachette, 1971
- (ro) Moldovan, Valentin et Radan, Milja N., Gramatika srpskog jezika. Morfologija. Gramatica limbii sârbe [« Grammaire du serbe. Morphologie »], Sedona, Timișoara, 1996  (ISBN 973-97457-4-1)
- (en) Sarlin, Mika, Romanian Grammar [« Grammaire roumaine »], 2e édition, © Mika Sarlin, 2014,  (ISBN 978-952-286-898-5) (consulté le 19 décembre 2019)
- Szende, Thomas et Kassai, Georges, Grammaire fondamentale du hongrois, Paris, Langues et mondes – l’Asiathèque, 2001  (ISBN 2-911053-61-3)